# Bühlers Frühzwetsche
Bühlers Frühzwetsche es una variedad cultivar de ciruelo (Prunus domestica), de las denominadas ciruelas europeas.
Una variedad de ciruela antigua que se originó como plántula encontrada en un huerto cerca de Bühl, ya mencionada en Alemania en 1840.
Las frutas tienen un tamaño pequeño a mediano, tiene una piel resistente que se adhiere a la carne, siendo el color de la piel azul verdoso a azul oscuro y con una capa espesa de pruina, y pulpa de color amarillo a amarillo verdoso, textura algo acuosa, suave, muy jugosa, y sabor agridulce, de aroma noble.

## Historia
'Bühlers Frühzwetsche' variedad de ciruela antigua se originó como plántula encontrada en un huerto hacia 1840 cerca de Bühl en la zona de "Kappelwindeck" (en la proximidad de Baden-Baden). El viverista de árboles "G.W. Uhink" en Lichtental, Baden, los distribuyó hacia 1890. Se han desarrollado varios tipos. Muy utilizada desde antiguo en la zona como ciruela de postre fresca en mesa, y en elaboraciones culinarias.
'Bühlers Frühzwetsche' está cultivada en diversos bancos de germoplasma de cultivos vivos, tales como en National Fruit Collection (Colección Nacional de Fruta) de Reino Unido con el número de accesión: 1949-124 y Nombre Accesión : Buhlers Fruhzwetsche. Fue introducida en el "Probatorio Nacional de Fruta" para evaluar sus características en 1949.

## Características
'Bühlers Frühzwetsche'  árbol sano de crecimiento muy fuerte con ramas empinadas que tienden a pelarse. Con el tiempo forma un árbol piramidal ancho, que comienza a producir tarde pero luego produce muy abundantemente. Requiere un lugar cálido, resguardado y no demasiado húmedo. Apto para suelos húmedos. Es auto polinizable, de flor blanca, que tiene un tiempo de floración que comienza a partir del 16 de abril con el 10% de floración, para el 20 de abril tiene una floración completa (80%), y para el 30 de abril tiene un 90% de caída de pétalos.
'Bühlers Frühzwetsche'  tiene una talla de tamaño pequeño a mediano, de forma oval alargada, ligeramente asimétrica, sutura poco profunda, fina y transparente, con peso promedio de 26.10 g; epidermis tiene una piel resistente que se adhiere a la carne, siendo el color de la piel azul verdoso a azul oscuro y con una capa espesa de pruina; pedúnculo largo, delgado, verdoso, glabro, poco manchado, con una longitud promedio de 11.03 mm, pubescente, bien adherido al fruto con la cavidad del pedúnculo estrecha y bastante profunda; pulpa de color amarillo a amarillo verdoso, textura algo acuosa, suave, muy jugosa, y sabor agridulce, de aroma noble.
Hueso libre, ovalada alargada, corta está en un pequeño hueco.
Su tiempo de recogida de cosecha es medio, se inicia en su maduración de mediados a finales de agosto, los frutos maduran de manera desigual.

## Usos
Debido a ser una variedad antigua en la zona de Alemania, se utiliza desde antiguo como ciruela culinaria, se vuelve más ácido al cocinar. Hay varios tipos, que se diferencian en tamaño y tiempo de maduración